# Balogna
Balogna ist eine Gemeinde im französischen Département Corse-du-Sud auf der Mittelmeerinsel Korsika. Sie gehört zum Kanton Sevi-Sorru-Cinarca im Arrondissement Ajaccio. Die Bewohner nennen sich Balognais. Nachbargemeinden sind Marignana im Nordwesten und im Norden, Renno im Nordosten, Letia im Osten, Murzo und Arbori im Südosten, Vico im Süden sowie Cargèse im Südwesten.

## Bevölkerungsentwicklung
| Jahr      | 1962 | 1968 | 1975 | 1982 | 1990 | 1999 | 2008 | 2012 |
| --------- | ---- | ---- | ---- | ---- | ---- | ---- | ---- | ---- |
| Einwohner | 207  | 204  | 196  | 176  | 160  | 170  | 128  | 130  |